# Минераловодский регион Северо-Кавказской железной дороги

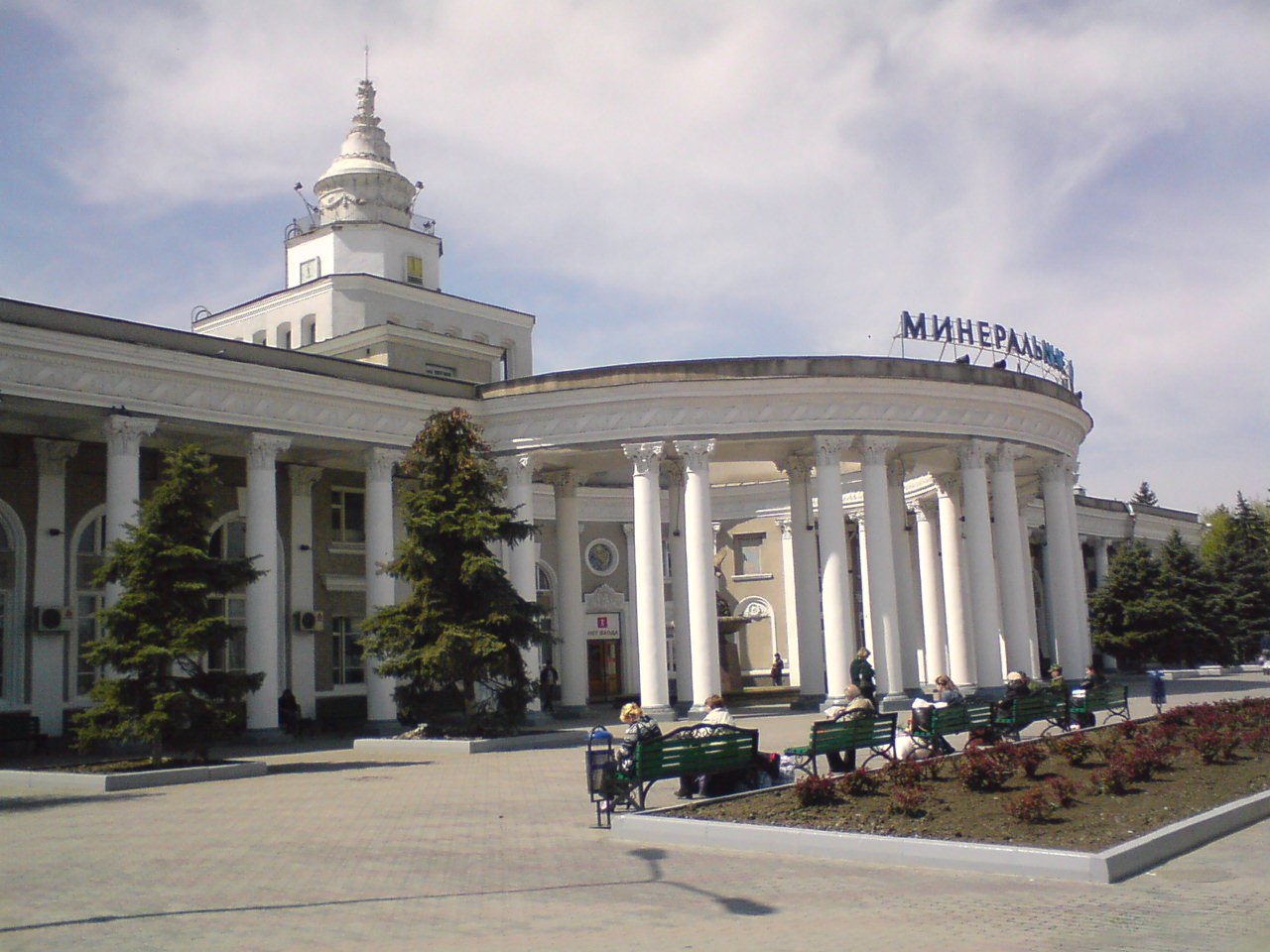
Вокзал станции Минеральные Воды

Минералово́дский регио́н Се́веро-Кавка́зской желе́зной доро́ги — один из шести регионов Северо-Кавказской железной дороги. Пути и инфраструктура Минераловодского региона управления находятся на территории Ставропольского края, Кабардино-Балкарской и Карачаево-Черкесской республик, а также республик Калмыкия, Северная Осетия — Алания и Ингушетия. Эксплуатационная длина железных дорог региона составляет 1 362,4 км.

## История региона
В апреле 1987 года Ставропольское отделение дороги было преобразовано в подотдел и структурно вошло в состав Минераловодского отделения, центр которого находился в г. Минеральные Воды. В таких границах Минераловодское отделение просуществовало до апреля 2010 года, когда в соответствии с приказом ОАО РЖД все отделения были упразднены. В августе 2010 года создан Минераловодский регион управления в границах ранее существовавшего Минераловодского отделения.

## Территория
Минераловодское территориальное управление граничит:
- с Краснодарским территориальным управлением Северо-Кавказской железной дороги:
  - по 28 км на линии Передовая — Кавказская;
- с Туапсинским территориальным управлением Северо-Кавказской железной дороги:
  - по 1698 км на линии Невинномысская — Армавир;
- с Грозненским территориальным управлением Северо-Кавказской железной дороги:
  - по 89 км на линии Прохладная — Червлённая-Узловая.

Территория Минераловодского территориального управления Северо-Кавказской железной дороги включает в себя следующие железнодорожные линии:
- Минеральные Воды — Кисловодск
- Бештау - Железноводск
- Скачки — Лермонтов — Промышленная
- Минеральные Воды — Прохладная
- Минеральные Воды — Невинномысская — Армавир
- Прохладная — Котляревская — Нальчик
- Котляревская — Беслан — Владикавказ
- Беслан — Назрань — Слепцовская
- Прохладная — Моздок — Ищёрская
- Палагиада — Ставрополь
- Палагиада — Светлоград — Элиста
- Светлоград — Будённовск — Георгиевск
- Палагиада — Расшеватка — Кавказская
- Передовая — Красная Гвардия
- Невинномысская — Джегута
- Дарг-Кох —Алагир
- Георгиевск — Незлобная

## Инфраструктура
- Сервисное локомотивное депо Минеральные Воды-Грузовое[3]
- Эксплуатационное локомотивное депо Минеральные Воды
- Эксплуатационное локомотивное депо Кавказская
- Эксплуатационное вагонное депо Минеральные Воды
- Моторвагонное депо Минеральные Воды Северо-Кавказской дирекции моторвагонного подвижного состава
- Минераловодская дистанция гражданских сооружений

###### Дистанции пути
- Минераловодская дистанция пути
- Прохладненская дистанция пути
- Армавирская дистанция пути
- Ставропольская дистанция инфраструктуры

###### Дистанции сигнализации, централизации и блокировки
- Минераловодская дистанция сигнализации, централизации и блокировки
- Прохладненская дистанция сигнализации, централизации и блокировки
- Ставрополькая дистанция инфраструктуры

###### Дистанции электроснабжения
- Минераловодская дистанция электроснабжения
- Прохладненская дистанция электроснабжения
- Ставропольская дистанция электроснабжения

###### Минераловодская механизированная дистанция
- - Опорный грузовой двор ст. Владикавказ
  - Грузовой двор ст. Алагир
  - Опорный грузовой двор ст. Минеральные Воды
  - Грузовой двор ст. Георгиевск
  - Дезинфекционно-промывочная станция Георгиевск
  - Опорный грузовой двор ст. Невинномысская
  - Грузовой двор ст. Ставрополь
  - Грузовой двор ст. Старомарьевская
  - Опорный грузовой двор ст. Нальчик

## Типы станций
Пассажирские станции: Ессентуки, Кисловодск, Пятигорск.
Участковые станции: Беслан, Минеральные Воды, Невинномысская, Палагиада, Прохладная.
Грузовые станции: Абазинка, Будённовск, Владикавказ, Георгиевск, Джегута, Докшукино, Зеленокумск, Изобильная, Моздок, Назрань, Нальчик, Новая Жизнь, Передовая, Расшеватка, Светлоград, Скачки, Ставрополь, Черкесск, Элиста.
Промежуточные станции (станции, разъезды и блокпосты): Алагир, Апполонская, Ардон, Баксан (рзд), Бештау, Благодарное, Богословская, Большевистская Искра, Будённовск-I, Виноградная, Григорополисская, Дарг-Кох, Дивное, Железноводск, Зеленчук, Зольский, Ипатово, Карабулакский (рзд), Киан (обп), Колонка, Консервный, Котляревская, Красная Гвардия, Кугуты, Кума, Курсавка, Лермонтовский (рзд), Луковская, Маслов Кут, Михайловская, Мокрая Буйвола, Муртазово, Нагутская, Нартан, Овечка, Осетиновский, Плаксейка, Плиево, Приближний (обп), Рогатая Балка, Рыздвянная, Слепцовская, Спицевка, Старомарьевская, Стодеревская (обп), Солдатская, Суворовская, Ульдючины, Урановская, Черноярская, Шарданово, Эльхотово, Эркен-Шахар.

## Руководство
- Заместитель начальника Северо-Кавказской железной дороги (по территориальному управлению), Минераловодское территориальное управление — Тарасенко Алексей Васильевич[4]
- Телефон приемной - 8 (87922) 4-73-50
- Адрес: 357310, Ставропольский край, город Минеральные Воды, Привокзальная площадь 1